# Xenylla canadensis
Xenylla canadensis är en urinsektsart som beskrevs av Hammer 1953. Xenylla canadensis ingår i släktet Xenylla och familjen Hypogastruridae. Inga underarter finns listade i Catalogue of Life.